# Jaktmuren

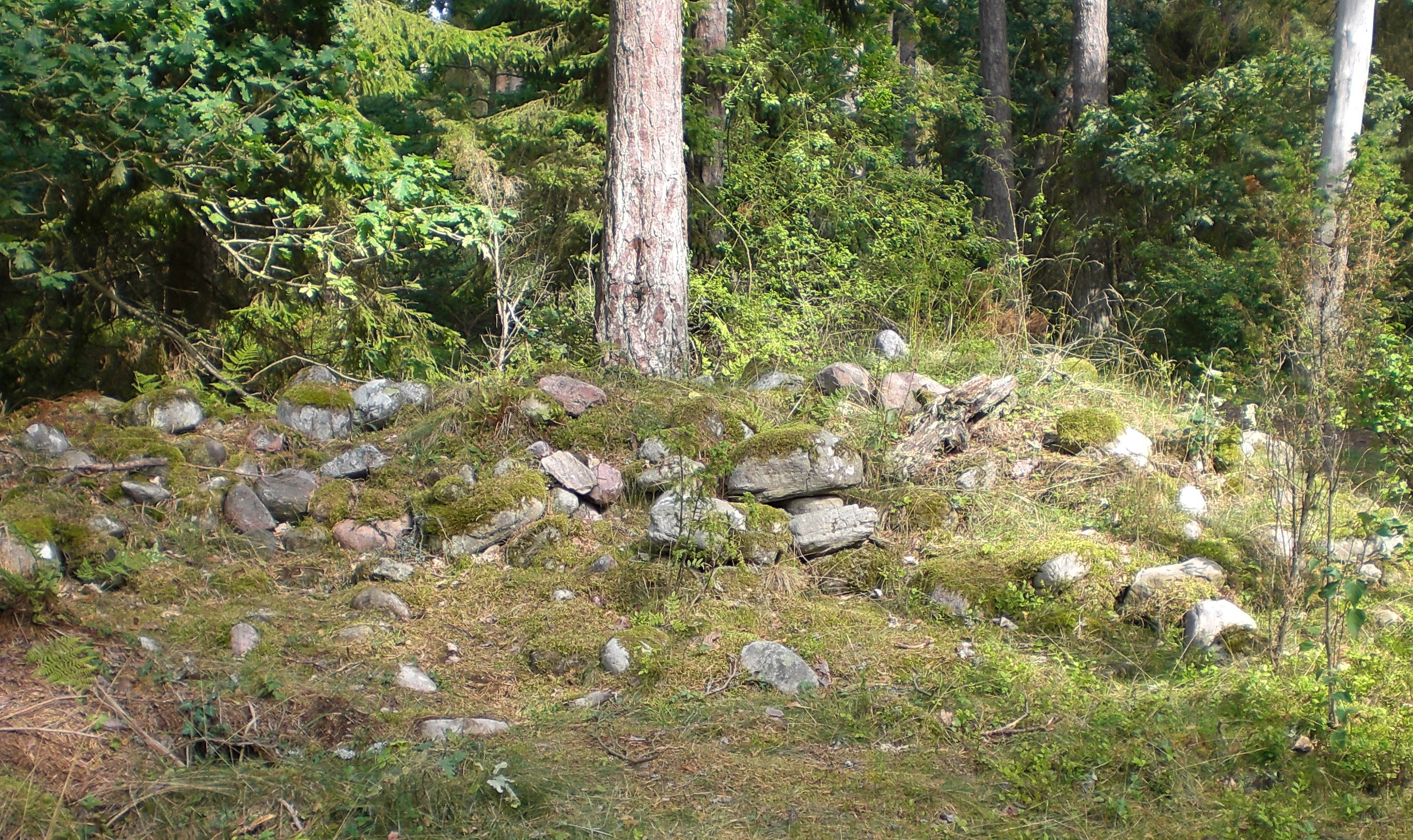
Reste der Jagdmauer im Trollskogen

Jaktmuren (dt.: Jagdmauer) ist eine Steinmauer auf einer nordöstlichen Landzunge der schwedischen Ostseeinsel Öland im Waldgebiet Trollskogen.
Die Mauer, die sich an der schmalsten Stelle der Landzunge befand und die Landzunge von Ost nach West durchlief, ist nur in geringen ruinösen Resten auf einer Länge von etwa 230 Meter erhalten. Es wird davon ausgegangen, dass die Mauer in der Regierungszeit des schwedischen Königs Johann III. im 16. Jahrhundert entstand. Sie dürfte bei königlichen Treibjagden Verwendung gefunden haben.
In dieser Funktion ähnelt die Mauer der am Südende Ölands errichteten Karl X Gustafs mur.
Koordinaten: 57° 20′ 48,8″ N, 17° 7′ 27,3″ O